# Pseudohynobius shuichengensis
Pseudohynobius shuichengensis är en groddjursart som beskrevs av Tian, Li och Gu 1998. Pseudohynobius shuichengensis ingår i släktet Pseudohynobius och familjen Hynobiidae. IUCN kategoriserar arten globalt som sårbar. Inga underarter finns listade i Catalogue of Life.